# جون غوري
جون غوري (بالإنجليزية: John Gorrie)‏ ولد في 3 أكتوبر 1803 في نيفيس وتوفي في 29 يونيو 1855 في أبالاتشيكولا، هو طبيب أمريكي من أصل اسكتلندي ومخترع التبريد الميكانيكي.

## النشأة
ولد جون غوري في جزيرة نيفيس في جزر ليوارد في الهند الغربية لأبوين اسكتلنديين في 3 أكتوبر 1803، قضى طفولته في ولاية كارولينا الجنوبية. حصل على التعليم الطبي في كلية الأطباء والجراحين في المنطقة الغربية من نيويورك في فيرفيلد، نيويورك.
في عام 1833 انتقل إلى أبالاتشيكولا، فلوريدا، وهي مدينة ساحلية في خليج المكسيك، وفضلا عن كونه طبيباً مقيماً في مستشفيين، فقد كان نشطاً في المجتمع. وشغل منصب عضو ومدير مكتب البريد، ورئيس فرع أبالاشيكولا في بنك بنساكولا، وسكرتير لودج ماسوني، وكان أحد مؤسسي كنيسة الثالوث الأسقفية.

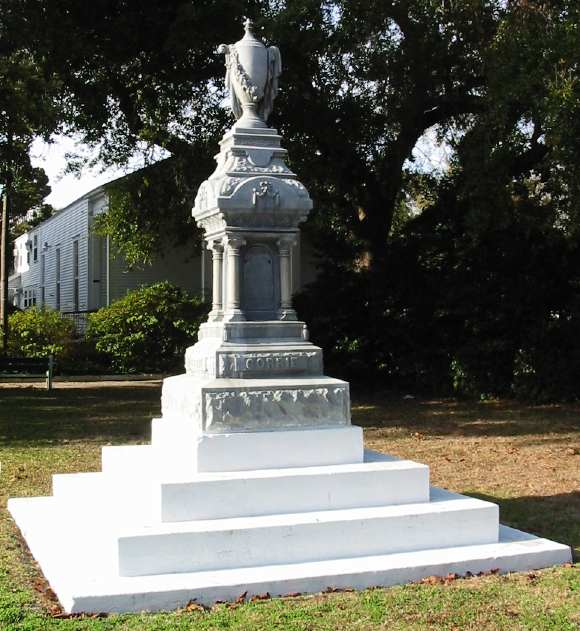
النصب التذكاري لغوري في أبالاتشيكولا، فلوريدا.

أبحاث الدكتور غوري الطبية شملت دراسة أمراض المناطق المدارية. في الوقت الذي كانت فيه نظرية ميازما هي النظرية السائدة، وبناءً على هذه النظرية، حث على تجفيف المستنقعات وتبريد غرف المرضى. لهذا قام بتبريد غرف المرضى بطريقة ميكانية بواسطة الثلج.

## وصلات خارجية
- John Gorrie Museum State Park